# Паз Вега
Паз Вега (шп. Paz Vega) је шпанска глумица која је рођена 2. јануара 1976. године у Севиљи (Андалузија, Шпанија).

## Биографија
Рођена као Марија де ла Паз Кампос Триго (шп. Maria de la Paz Campos Trigo) у Севиљи (Андалузија, Шпанија). Пошто је са 15 година учествовала у представи Федерика Гарсије Лорке Кућа Бернарде Албе (шп. La casa de Bernarda Alba), била је убеђена да ће се бавити глумом. Са 16 година уписује глумачку школу Андалузијски позоришни центар (шп. Centro Andaluz de Teatro). У тој школи је провела две године, а касније још две у школи за медијске студије. Касније се сели у Мадрид да би радила као глумица, надајући се да ће јој неко понудити посао.
Свој деби на телевизији бележи у шпанској ТВ серији Какав лик, мој отац (енгл. Menudo es mi padre) у којој је играла играчицу румбе Ел Фари (шп. El Fary). Касније је играла у још две ТВ серије Више него пријатељи (шп. Más que amigos) (1997) и Другари (шп. Compañeros)(1997). Исте године такође је добила мању улогу у филму Преживећу (шп. Sobreviviré) у коме је глумила са Емом Суарез и Хуаном Дијегом Ботом. Славу је стекла са ТВ серијом Седам живота (шп. Siete Vidas) у којој је играла андалузијску девојку Лауру. Серија је емитована на каналу Теле 5 (шп. Telecinco), а завршена је 12. априла 2006. године без Веге у њој.
Након успеха у серији Седам живота, Матео Хил јој је понудио улогу у филму Нико никог не познаје (шп. Nadie conoce a nadie). После тога добија провокативну улогу у филму Лусија и секс (шп. Lucía y el sexo). У току снимања овог филма напушта ТВ серију Седам живота. За Лусију и секс добила је награду Гоја као најбоља глумица почетник. После игра у филмовима као што су: Причај са њом (шп. Hable con ella), Друга страна кревета (шп. El otro lado de la cama) и Спенглиш (енгл. Spanglish) у коме игра заједно са познатим глумцем Адамом Сандлером.

## Приватни живот
Удата је за Орсона Салазара са којим има једно дете рођено 2. маја 2007. године.

## Награде
Добила је награду Гоја за најбољу глумицу почетника за улогу у филму Лусија и секс.

## Занимљивости
- Децембра 2004. године дебитовала је у Холивуду у филму Спанглиш.
- Своје презиме Вега је узела од своје баке.
- Рођена је истог датума као познати глумци: Кејт Босворт, Кјуба Гудинг Млађи и Тија Карере.
- Висока је 173 cm (5' 8").
- Играла је Свету Терезу Авилску у биографском филму Тереза: Тело Христово (2007), режисера Раја Лориге

## Филмографија
| Год. | Српски назив          | Оригинални назив      | Режисер                | Улога                 |
| ---- | --------------------- | --------------------- | ---------------------- | --------------------- |
| 2007 | Затамњење             |                       | Оливер Паркер          |                       |
| 2007 | Тереза: Тело Христово |                       | Рај Лорига             | Света Тереза де Хесус |
| 2007 |                       |                       | Паоло Тавијани         | Nunik                 |
| 2006 |                       |                       | Бред Силберлинг        | Скарлет               |
| 2006 | Борџије               |                       | Антонио Ернандез       | Катарина Сфорца       |
| 2005 | Собарица из Мексика   |                       | Џејмс Л. Брукс         | Флор                  |
| 2004 | Реци „да“             |                       | Хуан Калво             | Естела Куевас         |
| 2003 | Кармен                |                       | Висенте Аранда         | Кармен                |
| 2002 |                       |                       | Жан Пјер Лимозин       | Изабел                |
| 2002 | Друга страна кревета  |                       | Емилио Мартинез Лазаро | Соња                  |
| 2002 | Причај са њом         |                       | Педро Алмодовар        | Ампаро                |
| 2001 | Лусија и секс         |                       | Хулио Медем            | Лусија                |
| 2001 | Само моја             |                       | Хавијер Балагер        | Анђела                |
| 2000 | Момак на вратима      |El chico en la puerta (краткометражни филм) |                        |                       |
| 2000 | Преживећу             |                       | Алфонсо Албасете       | стјуардеса'           |
| 2000 | Нико никог не познаје |                       | Матео Хил              | Аријадна              |
| 1999 |                       |                       | Хуан Мануел Чумиља     | Елвира                |
| 1998 | Опрости, опрости      |                       | Мануел Риос Сан Мартин | Марија                |
| 1996 | Ван баште             |                       | Педро Олеа             |                       |

### Познати глумци са којима је сарађивала
- Кристофер Вокен (Fade to Black)
- Морган Фриман (10 Items or Less)
- Адам Сандлер (Спенглиш)
- Теа Лиони (Спенглиш)